# Mily
Mily est une poupée mannequin créée et commercialisée par l'ancienne société française Gégé de 1964 à 1976. Sortie l'année suivant l'arrivée de la poupée Barbie en France, cette poupée articulée de 29 cm avec tête en vinyle, corps en plastique et traits peints dispose d'un corps pivotant et est dotée d'un trousseau important. Son fiancé, Jacky et sa petite sœur, Baby sont créés en 1965.